# Urbach (Remstal)

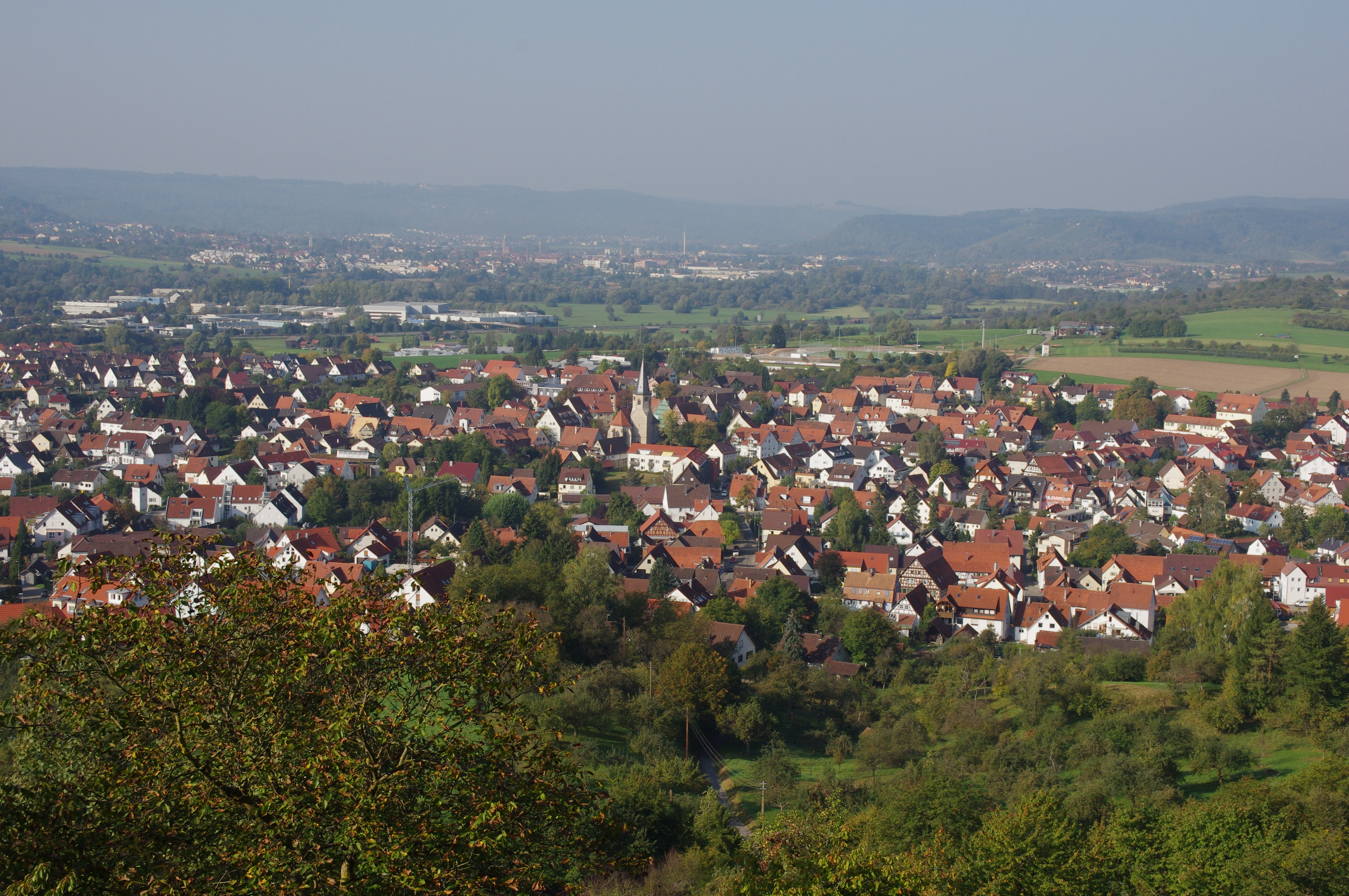
Blick auf Urbach, im Hintergrund Schorndorf

Urbach ist eine Gemeinde im Remstal, östlich von Stuttgart in Baden-Württemberg. Sie gehört zur Region Stuttgart (bis 1992 Region Mittlerer Neckar) und zur europäischen Metropolregion Stuttgart.

## Geographie

### Geographische Lage
Der Ort Urbach liegt knapp 4 km östlich von Schorndorf und knapp 20 km östlich der Kreisstadt Waiblingen in einer breiten Weitung des zwischen den bewaldeten Berglandschaften des Welzheimer Waldes im Norden und des Schurwaldes im Süden westwärts laufenden Remstals. Diese Weitung zählt zum Teilraum Mittleres Remstal und Schorndorfer Becken des alle Teile des Gemeindegebietes umfassenden Naturraums Schurwald und Welzheimer Wald. Der Ort grenzt im Süden an den das fast 21 km² großen Gemeindegebiet durchquerenden Fluss Rems. Das Gebiet Urbachs erstreckt sich im Norden bis in nahe Teile des Welzheimer Waldes, aus welchem der Rems nacheinander die kleineren Gewässer Bärenbach und Urbach zulaufen; der erste mündet aufwärts noch im Gemeindegebiet von Plüderhausen, der namengebende Bach, nachdem er das Siedlungsgebiet von Urbach durchquert hat.

### Gemeindegliederung
Die Gemeinde Urbach besteht aus den ehemals selbstständigen Gemeinden Oberurbach und Unterurbach. Zur ehemaligen Gemeinde Oberurbach mit der merklich größeren nordwestlichen Teilgemarkung des Gemeindegebietes gehören das ehemalige Dorf Oberurbach, die Weiler Hegnauhof und Wellingshof und der Wohnplatz Wasenmühle sowie die abgegangenen Ortschaften Burg, Judenburg, Katzenbrunn und Schneckenweiler. Zur ehemaligen Gemeinde Unterurbach mit der kleineren südöstlichen Teilgemarkung gehören das ehemalige Dorf Unterurbach, der Weiler Bärenbach und die Höfe Eulenhof und Ilgenhof.
Die ehemaligen Gemeinden sind heute vollständig zu einem Ort zusammengewachsen. Lediglich die beiden Ortskerne zeugen noch von der früheren Selbstständigkeit der beiden Ortsteile. Ortschaften im Sinne der baden-württembergischen Gemeindeordnung bestehen nicht. Verwaltungstechnisch bestehen in einigen Bereichen (z. B. Schul- und Wahlbezirke) die Bezeichnungen Urbach-Nord und Urbach-Süd.

### Flächenaufteilung
Nach Daten des Statistischen Landesamtes, Stand 2014.

### Nachbargemeinden
An Urbach grenzen im Norden die Stadt Welzheim; von Nordosten über Osten bis Süden die Gemeinde Plüderhausen erst mit der Gemeindeexklave Walkersbach und dann mit ihren Hauptgebiet, zwischen welchen im Osten eine Keilspitze des Urbacher Gebietes bis an den Walkersbach und das Gebiet der Gemeinde Alfdorf reicht; an der gesamten Westseite die Stadt Schorndorf. Alle Nachbargemeinden gehören ebenfalls zum Rems-Murr-Kreis.

## Geschichte

### Mittelalter
Urbach wurde im Jahr 1181 erstmals als Uracbach urkundlich erwähnt: Kaiser Friedrich Barbarossa ließ am 25. Mai des Jahres 1181 eine Urkunde ausstellen, in der er das Kloster Adelberg unter seinen Schutz nahm. Unter den hochadeligen, namentlich aufgeführten Zeugen befand sich auch ein Gerundus von Urbach, der sich im Gefolge der Staufer befand. Die Adelsfamilie von Urbach ließ sich von 1181 bis 1513 nachweisen. Es handelte sich zunächst um Ministeriale der Staufer. Seit dem 13. Jahrhundert war Urbach Bestandteil der Grafschaft Württemberg. Als Grundherren spielten auch die Äbte der Klöster Lorch und Elchingen eine Rolle. Die Burg der Herren von Urbach, früher im Volksmund auch Judenburg genannt, stand auf einer Bergnase des Altenbergs. Sie wurde angeblich 1493 durch den Grafen Eberhard im Bart zerstört, was sich jedoch nicht belegen lässt. Im Jahre 1623 waren von der Burg noch Mauerreste vorhanden, doch schon 1692 war von der Burg nichts mehr zu sehen. Heute ist nur noch der Halsgraben im Gelände erkennbar. In einem kleinen Museum können Fundstücke besichtigt werden.

### Neuzeit
1534 wurde im Herzogtum Württemberg die Reformation durchgeführt, so dass die beiden Dörfer von Urbach seither evangelisch geprägt waren. Oberurbach war Sitz eines Stabsamts des Amts Schorndorf.
Unter den verheerenden Kriegen, die sich auf das Remstal erheblich auswirkten, hatten auch die Bewohner Urbachs zu leiden. Der Dreißigjährige Krieg, insbesondere in den Jahren nach der für Württemberg verlorenen Schlacht bei Nördlingen, der Pfälzische Erbfolgekrieg, der Spanische Erbfolgekrieg und die Koalitionskriege brachten Plünderungen, Brandlegungen, Tod durch gewaltsame Übergriffe und Seuchen mit sich.
Nach der Gründung des Königreichs Württemberg blieb die Zugehörigkeit zum Oberamt Schorndorf weiter bestehen. 1819 wurden die Orte Ober- und Unterurbach in zwei selbständige Gemeinden aufgetrennt. Oberurbach blieb überwiegend landwirtschaftlich geprägt, während sich in Unterurbach im späten 19. Jahrhundert einige Industrie ansiedelte, die Arbeitskräfte vom traditionellen Weinanbau abzog. Auch der nahe gelegene Industriestandort Schorndorf bewirkte, dass viele Bauern ihre landwirtschaftliche Tätigkeit zugunsten einer Tätigkeit in der Fabrik vertauschten.
Die Verwaltungsreform während der NS-Zeit in Württemberg führte 1938 zur Zugehörigkeit zum Landkreis Waiblingen. 1945 gerieten Ober- und Unterurbach mit dem Landkreis Waiblingen in die Amerikanische Besatzungszone und gehörten somit zum neu gegründeten Land Württemberg-Baden, das 1952 im jetzigen Bundesland Baden-Württemberg aufging.

### Eingemeindung und Kreisreform
Am 1. Januar 1970 wurden Ober- und Unterurbach durch die Gemeindeform wieder zu einer Gemeinde zusammengefasst. Im Zuge der Kreisreform in Baden-Württemberg gelangte Urbach am 1. Januar 1973 zum Rems-Murr-Kreis.
| Oberurbach | Unterurbach |

### Einwohnerentwicklung
| Jahr | Einwohnerzahl | Frauen         | Männer         |
| ---- | ------------- | -------------- | -------------- |
| 2011 | 8.711         | 4.383 (50,3 %) | 4.328 (49,7 %) |
| 2010 | 8.631         | 4.378 (50,7 %) | 4.253 (49,3 %) |
| 2009 | 8.592         | 4.345 (50,6 %) | 4.247 (49,4 %) |
| 2008 | 8.530         | 4.320 (50,6 %) | 4.210 (49,4 %) |
| 2007 | 8.527         | 4.324 (50,7 %) | 4.203 (49,3 %) |
| 2006 | 8.559         | 4.340 (50,7 %) | 4.219 (49,3 %) |
| 2005 | 8.541         | 4.338 (50,8 %) | 4.203 (49,2 %) |
| 2004 | 8.469         | 4.282 (50,6 %) | 4.187 (49,4 %) |
| 2003 | 8.456         | 4.276 (50,6 %) | 4.180 (49,4 %) |
| 2002 | 8.339         | 4.228 (50,7 %) | 4.111 (49,3 %) |
| 2001 | 8.208         | 4.173 (50,8 %) | 4.035 (49,2 %) |

## Religion
Den Kirchensatz der Kirche St. Afra hatten die Staufer 1142 dem Kloster Elchingen geschenkt.

### Evangelische Kirche
Unter Herzog Ulrich wurden 1536 die Rechte des Klosters durch ein Tauschgeschäft abgelöst und sodann die Reformation durchgeführt. Bis in die Mitte des 20. Jahrhunderts war die altwürttembergische Gemeinde überwiegend evangelisch geprägt. Eine zweite evangelische Pfarrei entstand 1969 mit der Errichtung der Friedenskirche. Die evangelische Gemeinde Urbach gehört zum Kirchenbezirk Schorndorf.

### Katholische Kirche
Für die nach dem Zweiten Weltkrieg nach Urbach gezogenen Katholiken entstand 1949 die Notkirche Maria Heimsuchung. Im Jahre 1974 wurde die katholische Kirche St. Marien erbaut und 1976 eine eigene katholische Pfarrei eingerichtet. Sie gehört zur Seelsorgeeinheit Plüderhausen / Urbach des Dekanats Rems-Murr.

## Politik

### Wappen
Seit dem 16. Januar 1979 verfügt die Gemeinde Urbach wieder über ein Gemeindewappen:
„Unter goldenem Schildhaupt, darin eine schwarze Hirschstange, in Rot ein silberner Brackenrumpf“ – so die offizielle Beschreibung in der Urkunde. Während die Hirschstange die Zugehörigkeit zu Württemberg symbolisiert, zeigt der Brackenrumpf das Wappentier der Herren von Urbach.
Nach dem Zusammenschluss von Ober- und Unterurbach am 1. Januar 1970 erlosch das Recht zur Führung der ehemaligen Wappen.

### Städtepartnerschaften
Urbach unterhält eine Gemeindepartnerschaft mit Szentlörinc in Ungarn.

### Gemeinderat
Der Gemeinderat in Urbach hat 18 Mitglieder.
Die Kommunalwahl am 9. Juni 2024 führte zu folgendem Endergebnis. Der Gemeinderat besteht aus den gewählten ehrenamtlichen Gemeinderäten und der Bürgermeisterin als Vorsitzendem. Die Bürgermeisterin ist im Gemeinderat stimmberechtigt.
| Parteien und Wählergemeinschaften | Parteien und Wählergemeinschaften           | % 2024 | Sitze 2024 | % 2019 | Sitze 2019 | Kommunalwahl 2024 %50403020100 40,2 %23,6 %12,8 %9,0 %6,8 %7,7 % FWCDUGrüneBLUSPDJUGewinne und Verlusteim Vergleich zu 2019 %p 8 6 4 2 0 −2 −4+1,9 %p−0,3 %p−3,2 %p−2,5 %p−3,6 %p+7,7 %pFWCDUGrüneBLUSPDJU |
| FW                                | Freie Wähler                                | 40,2   | 8          | 38,3   | 7          | Kommunalwahl 2024 %50403020100 40,2 %23,6 %12,8 %9,0 %6,8 %7,7 % FWCDUGrüneBLUSPDJUGewinne und Verlusteim Vergleich zu 2019 %p 8 6 4 2 0 −2 −4+1,9 %p−0,3 %p−3,2 %p−2,5 %p−3,6 %p+7,7 %pFWCDUGrüneBLUSPDJU |
| CDU                               | Christlich Demokratische Union Deutschlands | 23,6   | 4          | 23,9   | 4          | Kommunalwahl 2024 %50403020100 40,2 %23,6 %12,8 %9,0 %6,8 %7,7 % FWCDUGrüneBLUSPDJUGewinne und Verlusteim Vergleich zu 2019 %p 8 6 4 2 0 −2 −4+1,9 %p−0,3 %p−3,2 %p−2,5 %p−3,6 %p+7,7 %pFWCDUGrüneBLUSPDJU |
| GRÜNE                             | Bündnis 90/Die Grünen                       | 12,8   | 2          | 16,0   | 3          | Kommunalwahl 2024 %50403020100 40,2 %23,6 %12,8 %9,0 %6,8 %7,7 % FWCDUGrüneBLUSPDJUGewinne und Verlusteim Vergleich zu 2019 %p 8 6 4 2 0 −2 −4+1,9 %p−0,3 %p−3,2 %p−2,5 %p−3,6 %p+7,7 %pFWCDUGrüneBLUSPDJU |
| BLU                               | Bürgerliste Urbach                          | 9,0    | 2          | 11,5   | 2          | Kommunalwahl 2024 %50403020100 40,2 %23,6 %12,8 %9,0 %6,8 %7,7 % FWCDUGrüneBLUSPDJUGewinne und Verlusteim Vergleich zu 2019 %p 8 6 4 2 0 −2 −4+1,9 %p−0,3 %p−3,2 %p−2,5 %p−3,6 %p+7,7 %pFWCDUGrüneBLUSPDJU |
| JU                                | Junges Urbach                               | 7,7    | 1          | −      | –          | Kommunalwahl 2024 %50403020100 40,2 %23,6 %12,8 %9,0 %6,8 %7,7 % FWCDUGrüneBLUSPDJUGewinne und Verlusteim Vergleich zu 2019 %p 8 6 4 2 0 −2 −4+1,9 %p−0,3 %p−3,2 %p−2,5 %p−3,6 %p+7,7 %pFWCDUGrüneBLUSPDJU |
| SPD                               | Sozialdemokratische Partei Deutschlands     | 6,8    | 1          | 10,4   | 2          | Kommunalwahl 2024 %50403020100 40,2 %23,6 %12,8 %9,0 %6,8 %7,7 % FWCDUGrüneBLUSPDJUGewinne und Verlusteim Vergleich zu 2019 %p 8 6 4 2 0 −2 −4+1,9 %p−0,3 %p−3,2 %p−2,5 %p−3,6 %p+7,7 %pFWCDUGrüneBLUSPDJU |
| gesamt                            | gesamt                                      | 100,0  | 18         | 100,0  | 18         | Kommunalwahl 2024 %50403020100 40,2 %23,6 %12,8 %9,0 %6,8 %7,7 % FWCDUGrüneBLUSPDJUGewinne und Verlusteim Vergleich zu 2019 %p 8 6 4 2 0 −2 −4+1,9 %p−0,3 %p−3,2 %p−2,5 %p−3,6 %p+7,7 %pFWCDUGrüneBLUSPDJU |
| Wahlbeteiligung                   | Wahlbeteiligung                             | 67,3 % | 67,3 %     | 63,8 % | 63,8 %     | Kommunalwahl 2024 %50403020100 40,2 %23,6 %12,8 %9,0 %6,8 %7,7 % FWCDUGrüneBLUSPDJUGewinne und Verlusteim Vergleich zu 2019 %p 8 6 4 2 0 −2 −4+1,9 %p−0,3 %p−3,2 %p−2,5 %p−3,6 %p+7,7 %pFWCDUGrüneBLUSPDJU |

### Bürgermeister
Hauptamtliche Bürgermeisterin ist seit der Bürgermeisterwahl am 22. April 2018 Martina Fehrlen.
Von 2002 bis 2018 war Jörg Hetzinger Bürgermeister von Urbach.

## Kultur und Sehenswürdigkeiten

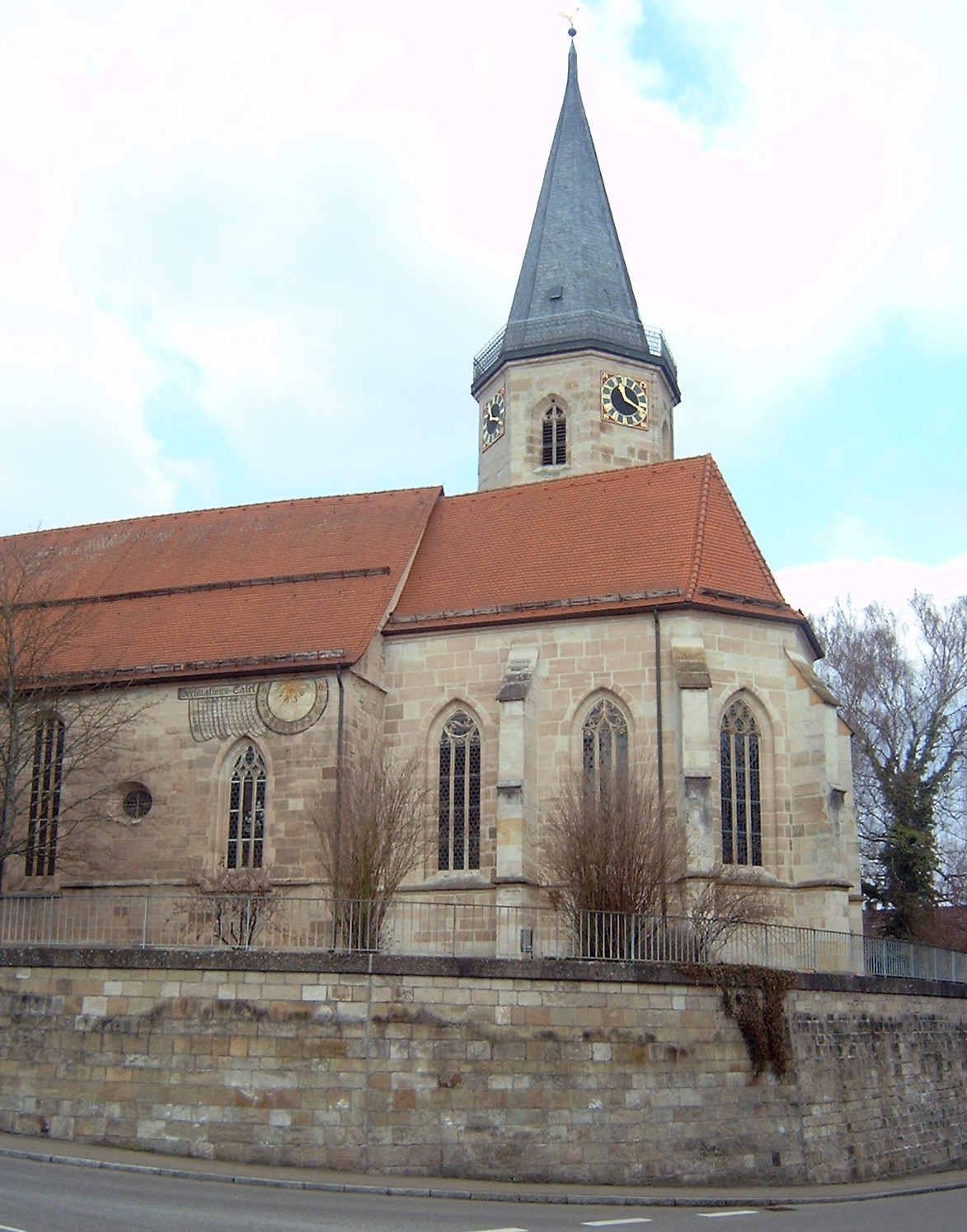
Die evangelische Afrakirche

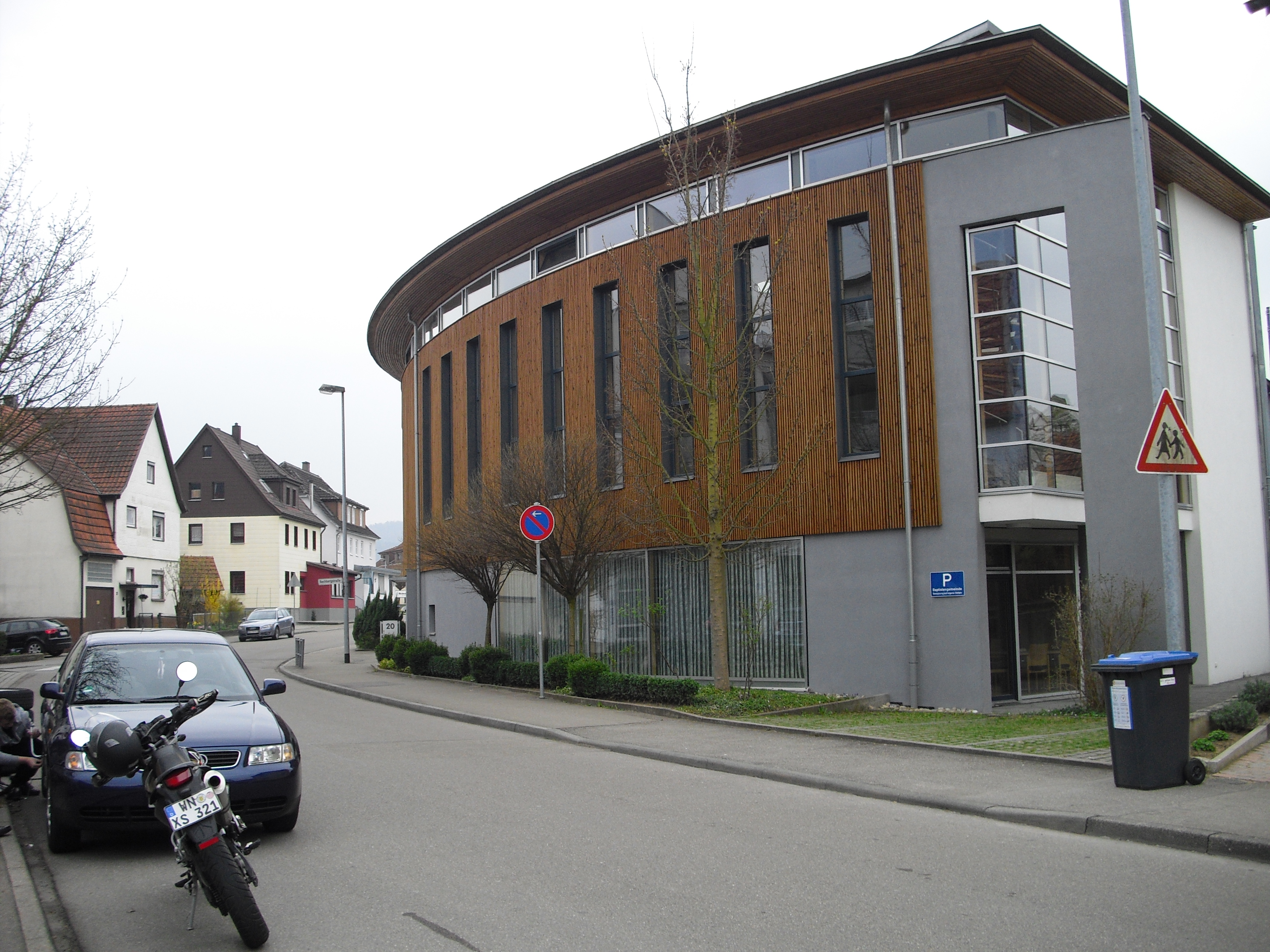
Urbacher Baptistenkirche

Urbach liegt am Stromberg-Schwäbischer-Wald-Weg, einem Hauptwanderweg des Schwäbischen Albvereins.

### Bauwerke
Die evangelische Afrakirche ist eine gotische Wehrkirche aus dem Jahr 1509. Sie besitzt Renaissance-Wandmalereien im Chor und Emporenbauten aus dem 17., teilweise schon aus dem 16. Jahrhundert. Kanzel und Deckel stammen aus dem Jahr 1721.
Der Neubau der Urbacher Baptistenkirche wurde im Jahr 2003 mit dem Freikirchlichen Architekturpreis ausgezeichnet.

### Museen
- Museum am Widumhof in Urbach-Nord
- Museum Farrenstall in Urbach-Süd

### Remstal-Gartenschau 2019

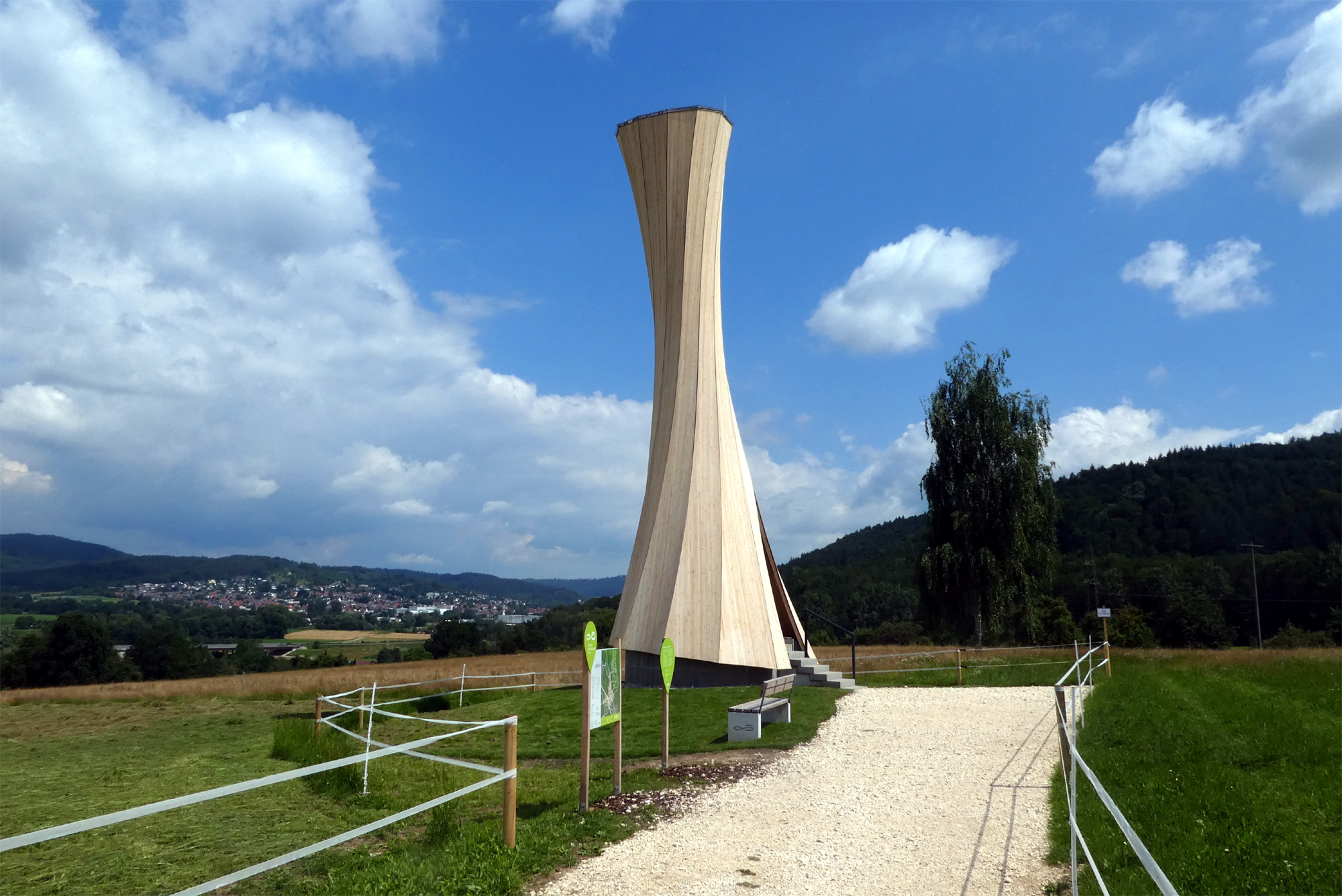
Turm an der Birke

Vom 10. Mai bis 20. Oktober 2019 fand im Remstal ein Grünprojekt des Landes Baden-Württemberg statt, an dem sich auch Urbach beteiligt. Diese Remstal-Gartenschau 2019 gehört zu den „kleinen“ Gartenschauen, die sich jährlich mit den Landesgartenschauen abwechseln.
In diesem Zusammenhang wurde ein „Grünes Band“ in der Urbacher Mitte sowie ein Rastplatz an der Rems realisiert. An den „16 Stationen“, dem Architekturprojekt der Gartenschau, beteiligte sich Urbach mit dem zwölf Meter hohen  „Turm an der Birke“ aus gebogenen Sperrholzstreifen. Er steht in der Nähe des Hegnauhofes und soll an daran erinnern, dass in Baden-Württemberg die Konstruktion von Türmen Tradition habe, nicht zuletzt mit dem Stuttgarter Fernsehturm.

### Schutzgebiete
Auf dem Gemeindegebiet von Urbach liegen folgende Naturschutzgebiete:
- Vordere Hohbachwiesen
- Morgensand und Seelachen
- Bergrutsch am Kirchsteig bei Urbach: Am 7. April 2001 kamen an einem Obstwiesenhang am Kirchsteig oberhalb von Urbach rund 70.000 Kubikmeter Gestein und Erde auf einer Breite von 240 Metern ins Rutschen, das Gelände sackte um bis zu 17 m tief ein. Dieses Terrain wurde inzwischen als Geotop und Naturschutzgebiet ausgewiesen.

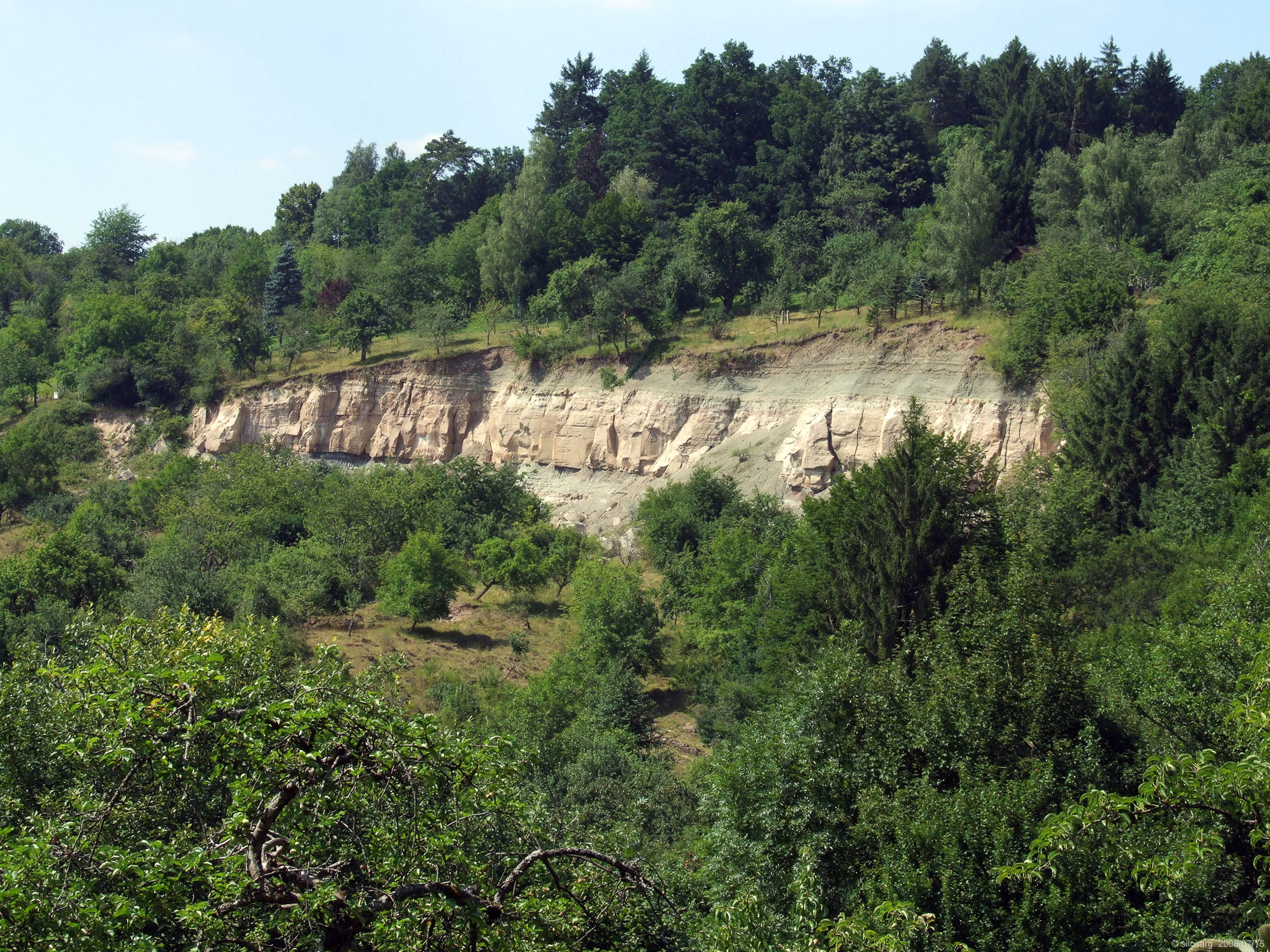
Bergrutsch am Kirchsteig

In den Jahren von 1921 bis 1926 legte ein mächtiger Bergrutsch im Gewann Altenberg unterhalb der ehemaligen Judenburg eine Kieselsandsteinbank frei. Das Gebiet ist heute verwildert. Es ist als Naturdenkmal Bergsturz am Alten Berg und als geschütztes Geotop ausgewiesen.

### Ehemaliges Materialdepot der Bundeswehr
Nördlich der Gemeinde liegt das Gelände des ehemaligen Teildepots Material Urbach der Bundeswehr (Lage). An der südöstlichen Grenze des Areals befindet sich ein kleiner Aussichtsturm (Lage), der als „Nasslagerturm“ bezeichnet wird und auf dem die Geschichte des Depots beschrieben ist.
Das ca. 35 ha große Depot wurde 1965 errichtet und am 31. Dezember 1999 von der Bundeswehr aufgegeben. Es besteht eine Zufahrtsstraße von Norden. Das Depot diente auch als Mobilmachungsstützpunkt und wurde zur Einlagerung von Material verschiedener (wohl meist nicht aktiver) Verbände genutzt. Dies waren das Feldersatzbataillon 851, das Instandsetzungsbataillon 451, das Nachschubbataillon (Betriebsstoff) 454, die Reservelazarettgruppe 7513 und die Begleitbatterie 4803. Im nördlichen Bereich (Lage) des Depots wurden in großen, teils klimatisierten Hallen Feldlazarette und Fahrzeugteile gelagert. Im Südteil (Lage) waren in Leichtbauhallen Treib- und Schmierstoffe untergebracht. Nach Ende der Nutzung durch die Bundeswehr wurde eine Forstwirtsausbildungsstelle errichtet, welche das Areal und einige verbliebene Gebäude und Hallen nutzt.
Das Gelände ist, Stand 2021, großteils rückgebaut, fast vollständig zugänglich und wird teils zur Lagerung von Holz verwendet.

## Wirtschaft und Infrastruktur

### Wirtschaft
In Urbach sind viele kleinere und mittlere Unternehmen ansässig. Zu den größten gehören die Firma Vossloh-Schwabe, welche in der Beleuchtungstechnik tätig ist und ihren Sitz in Urbach hat, sowie Niederlassungen der Oskar Frech GmbH + Co. KG und Dresselhaus. Lange Jahre wurde hier ebenfalls Mineralwasser abgefüllt, das unter dem Namen Urbacher vermarktet wurde. Die Produktion wurde vom Mutterkonzern Coca-Cola eingestellt.

### Verkehr
Urbach ist Haltepunkt für die Regionalbahn-Züge auf der Remsbahn nach Stuttgart und Aalen. Es gibt eine Anschlussstelle zur hier vierspurig ausgebauten Bundesstraße 29 zwischen Waiblingen (dort Übergang zur B 14 nach Stuttgart) und Nördlingen.
Des Weiteren verlaufen durch Urbach die Buslinien 243 und 248 zwischen Schorndorf und Plüderhausen sowie die Buslinie 249 zwischen Schorndorf und Urbach Bahnhof. Sie sind ins Linien- und Tarifkonzept des Verkehrsverbundes Stuttgart (VVS) integriert.
Durch eine Alltagsroute aus dem Radnetz Baden-Württemberg ist Urbach über Plüderhausen und Lorch mit Schwäbisch Gmünd und in der anderen Richtung mit Schorndorf verbunden. 
Durch Urbach führt der Remstal-Radweg, der als Landes-Radfernweg von Aalen kommend zur Mündung der Rems in den Neckar in Remseck führt und dann noch durch Fellbach und Kernen im Remstal nach Weinstadt verläuft. 
Zum 1. Mai 2023 hob das Regierungspräsidium Stuttgart die Umweltzone in Urbach (sowie in Wendlingen am Neckar, Schwäbisch Gmünd und Ilsfeld) auf, da sich die Luftqualität verbessert hat und die Grenzwerte für Stickstoffdioxid eingehalten wurden.

### Öffentliche Einrichtungen
- Freibad
- Jugendhaus
- Mediathek/Bücherei
- Sportstätten

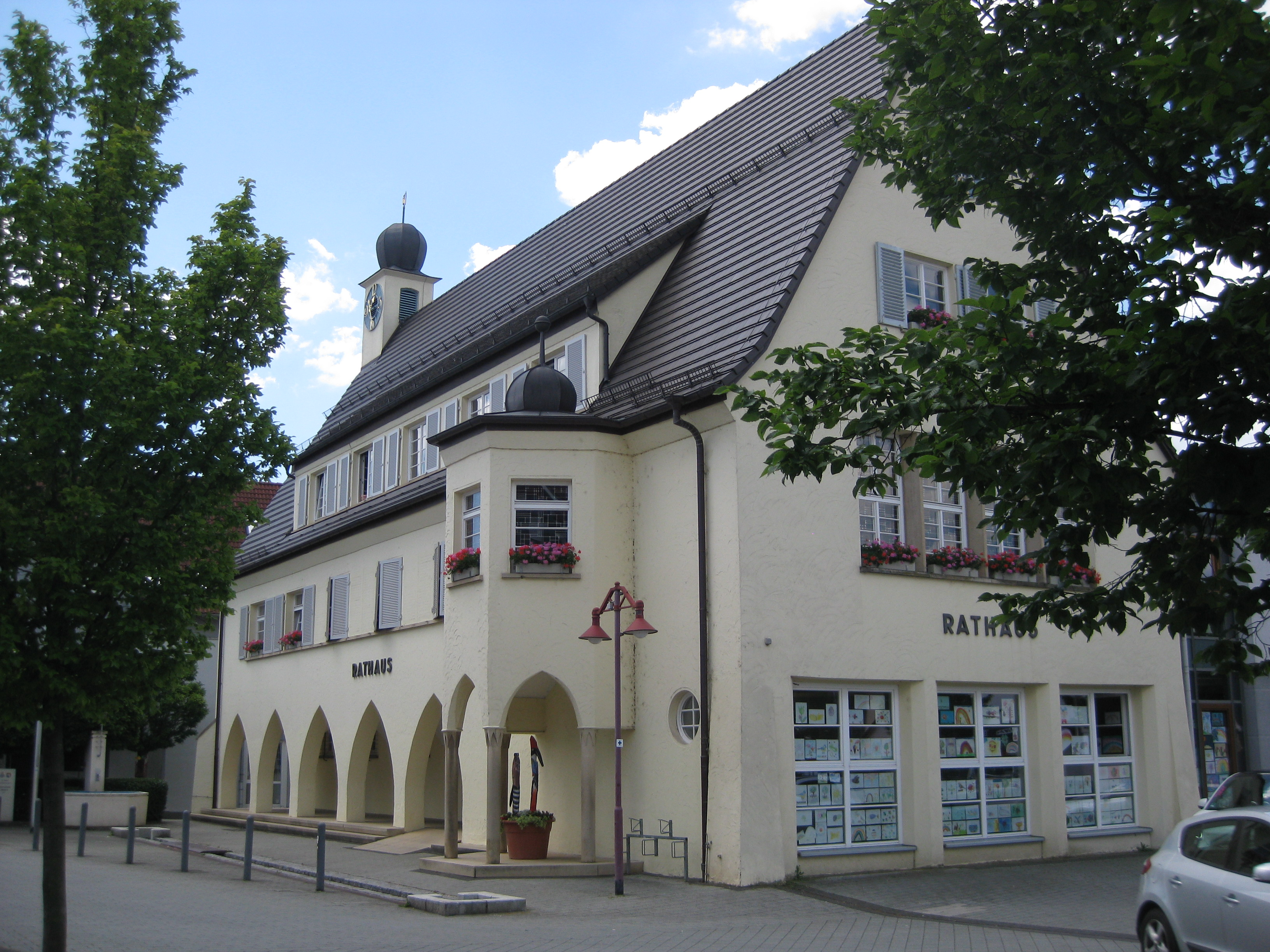
Rathaus

  - Atriumhalle: Einteilige Sporthalle mit Mehrzweck- und Gymnastikraum
  - Waldsportplatz bei der Kläranlage
  - Wittumhalle (dreiteilige Sporthalle mit Zuschauertribüne)
  - Wittumstadion: Sportplatz mit 400-m-Laufbahnen und leichtathletischen Einrichtungen sowie Allwetter-Kleinspielfeld
- Vereinsanlagen:
  - Schützenhaus der Schützengilde Urbach
  - Tennisanlage mit Halle des TC Urbach

### Bildung
Mit der Wittumschule verfügt Urbach über eine Gemeinschaftsschule (mit Primarstufe), die 2013 aus der Grund- und Hauptschule mit Werkrealschule hervorging. Daneben gibt es mit der Atriumschule noch eine reine Grundschule. Für die jüngsten Urbacher gibt es fünf gemeindliche und je einen evangelischen bzw. römisch-katholischen Kindergarten.
Seit 1. September 2009 gibt es einen Waldkindergarten im Bärenbachtal.

### Regelmäßige Veranstaltungen
- Schnitzfetzede – Straßenfest – findet normalerweise Anfang Juli im dreijährigen Rhythmus in der neuen Urbacher Mitte statt, zuletzt am 2./3. Juli 2022 (13. Ausgabe).

Der Begriff „Schnitzfetzede“ leitet sich von „Schnitzfetzer“ (hochdeutsch etwa Obststückeschneider) her, dem Spitznamen für die Einwohner Urbachs, die der Legende nach in früheren Jahrhunderten den württembergischen Hof mit Dörrobst (schwäbisch „Schnitzen“) beliefert haben sollen.
- Urbacher Weihnachtsmarkt – jährlich am zweiten Adventssonntag
- Das Freiluftkonzert Zabbaduschder Open Air fand seit 2002 bis einschließlich 2009 jährlich zu Beginn der Sommerferien neben der Urbacher Kläranlage statt. Der Schwerpunkt lag auf Death Metal und Thrash Metal.
- Das Mud-Race Urbach ist eine jährliche Veranstaltung, bei der die Teilnehmer durch ein 30 m langes Schlammloch durchqueren müssen, sei es zu Fuß, mit dem Geländewagen oder dem Motorrad.

## Persönlichkeiten

### Söhne und Töchter der Gemeinde Urbach
- Theodor Bäuerle (1882–1956), Politiker (parteilos, Kultusminister von Württemberg-Baden)
- Eleonore Dehnerdt (* 1956), Schriftstellerin
- Hedwig Heuss, geb. Mödinger (1883–1980), Schwägerin von Theodor Heuss und First Lady der Bundesrepublik Deutschland von 1952–1959
- Hermann Nuding (1902–1966), KPD-Politiker (MdB, MdL Württemberg-Baden)